# Breakin’ It Up, Breakin’ It Down
Breakin’ It Up, Breakin’ It Down ist ein Livealbum von Muddy Waters, James Cotton und Johnny Winter, das 1977 an drei Abenden einer Tournee aufgenommen wurde, die für Waters’ Album Hard Again werben sollte. Das Album erreichte in den Billboard Top Blues-Alben Platz drei.

## Allgemeines
Im Jahr 1977, mit der Veröffentlichung des Studioalbums Hard Again, wurde Muddy Waters’ Karriere wiederbelebt. Nicht zuletzt ist das dem Produzenten des Albums, dem Gitarristen Johnny Winter, zu verdanken, der Waters nach verschiedenen Crossover-Versuchen zu seinen Wurzeln, dem Chicago Blues, zurückführte und dessen Versuche beendete, mit seinen Alben ein Rockmusik-Publikum zu erreichen. Nach der Aufnahme des Albums gingen die Musiker auf Tournee, auf der die Bänder für das Album aufgenommen wurden. Bob Margolin, der selbst in der Band spielte, schildert in den Begleittexten zum Album die Spielfreude, die in den Konzerten herrschte:
“Original recording engineer Dave Still must have gone nuts with the singers roaming the stage and singing in whatever mic they happened to be near.”
(„Der Aufnahmeingenieur Dave Still muss wegen der Sänger verrückt geworden sein, die auf der Bühne herumschwärmten und in jedes Mikrofon sangen, das gerade zufällig in der Nähe war.“)
“The partnership of these legendary musicians is especially enjoyable when they jam together.”
(„Die Partnerschaft dieser legendären Musiker ist besonders erfreulich, wenn sie zusammen jammen.“)
Wie man den Begleittexten zum Album auch entnehmen kann, spielte Johnny Winter Mundharmonika bei Trouble No More, wenn James Cotton gerade sang. Die Aufnahmen für dieses Album waren auch die letzten, die James Cotton mit Muddy Waters machte. Nach der Auflösung von Blue Sky Records bestand die Gefahr, dass die Bänder der Konzerte weggeworfen würden, aber durch die Hartnäckigkeit von Steve Berkowitz vom Musiklabel Epic Legacy konnte dieses Album veröffentlicht werden. Die Arbeit mit Muddy Waters und die darauffolgende Tournee veranlassten Johnny Winter, sich mehr dem Blues zu verschreiben und ihn nicht mehr als Seitensprung seiner Karriere als Rockmusiker anzusehen. Nach dem Ende der Tournee nahm Winter mit derselben Besetzung sein Album Nothin’ But The Blues auf.

## Tracklist
1. Black Cat Bone/Dust My Broom (James, Johnson, Winter) – 5:53. Gesang: James Cotton, Johnny Winter, Muddy Waters
2. Can’t Be Satisfied (Morganfield) – 3:47. Gesang: Muddy Waters
3. Caledonia (Moore) – 6:57. Gesang: James Cotton, Johnny Winter, Muddy Waters
4. Dealin’ with the Devil (Cotton) – 7:50. Gesang: James Cotton, Johnny Winter
5. Rocket 88 (Brenston) – 2:09. Gesang: James Cotton
6. I Done Got Over It (Jones) – 5:59. Gesang: Johnny Winter
7. How Long Can a Fool Go Wrong (Cotton) – 5:53. Gesang: James Cotton
8. Mama Talk to Your Daughter (Atkins, Lenoir) – 5:53. Gesang:Johnny Winter
9. Love Her with a Feeling (Fulson) – 5:47. Gesang: Johnny Winter
10. Trouble No More (Waters) – 4:09. Gesang: Muddy Waters, James Cotton
11. Got My Mojo Workin (Foster, Waters) – 4:59. Gesang: James Cotton, Johnny Winter, Muddy Waters[3][4]

Über Can’t Be Satisfied schreibt Bob Margolin:
I believe that this Can’t Be Satisfied is Muddy’s most soulful blues singing.
(„Ich glaube, dass diese Version Muddys seelenvollster Bluesgesang ist.“)
| Tracks         | Aufnahmeort                                                  |
| -------------- | ------------------------------------------------------------ |
| 1; 3; 4; 5; 7; | The Palladium, New York City, 4. März 1977                   |
| 2; 8; 10; 11;  | The Tower Theatre, Upper Darby, Pennsylvania, 6. März 1977   |
| 6; 9;          | The Masonic Temple Theatre, Detroit, Michigan, 18. März 1977 |

## Kritikerstimmen
- Dirty Linen (S. 79): “Waters, in particular, was in fine form … This is a very hot, enjoyable souvenir of a wonderful tour.” („Besonders Waters war in großer Form … Dies ist ein sehr heißes, erfreuliches Souvenir einer wundervollen Tournee.“)[3]
- Living Blues (S. 58): “Blues has seldom been more fun than this; it’s a party from beginning to end … This is the real thing.” („Blues hat selten mehr Spaß gemacht als hier; es ist von Anfang bis Ende eine Party. Das ist das Wahre.“)[3]
- Richie Unterberger (AMG): “[…] is really just okay, not great, and not even among the best recordings that have been issued of Waters in the mid-‘70s.” („[…] ist ganz okay, nicht großartig und nicht einmal unter den besten Aufnahmen, die von Muddy Waters der Mitte 1970er-Jahre veröffentlicht wurden.“)[5]
- Josh Hathaway (Blogcritics): “James Cotton is a legend and Winter has had a successful career, but neither is in Waters’ league and that can be heard on this disc.” („James Cotton ist eine Legende und Winter hatte eine erfolgreiche Karriere, aber keiner spielt in Waters’ Liga, und das kann man auf dieser Scheibe hören.“)[6]
- Doug Colette (All about Jazz): “[…] a valuable homage to the music and the men who made it.” („[…] eine wertvolle Hommage an die Musik und die Männer, die sie machten.“)[7]